# Temotu Village (ort i Nonouti)
Temotu Village är en ort i Kiribati.   Den ligger i örådet Nonouti och ögruppen Gilbertöarna, i den sydöstra delen av landet, 290 km sydost om huvudstaden Tarawa. Temotu Village ligger 9 meter över havet och antalet invånare är 210. Den ligger på ön Temotu.
Terrängen runt Temotu Village är mycket platt.  Närmaste större samhälle är Toboiaki Village, 7,4 km norr om Temotu Village. 